# Visueller Effekt
Als visuelle Effekte bzw. englisch visual effects (VFX) werden digitale Effekte in Filmen und Videos bezeichnet, die in der Postproduktion realisiert werden. Sie sind abzugrenzen von Spezialeffekten (SFX), die während des Filmdrehs am Set umgesetzt werden.
Visuelle Effekte werden häufig als Dienstleistung von spezialisierten VFX-Firmen angeboten, sogenannten visual effects studios. Die Bedeutung dieser VFX-Dienstleistungen wächst und mittlerweile fließt bis zu ein Drittel der Budgets großer Kinoproduktionen in visuelle Effekte. Wichtige Positionen einer VFX-Produktion sind VFX Supervisor und VFX Producer. Sie sind verantwortlich für die Planung und Realisierung visueller Effekte und leiten aus kreativer und technischer Sicht den Produktionsprozess. Die Umsetzung erfolgt durch VFX Artists, die den kreativen Anteil an der Produktion liefern.
Jährlich wird ein Oscar der Academy of Motion Picture Arts and Sciences in der Kategorie Visuelle Effekte verliehen. Darüber hinaus vergibt die Visual Effects Society jährlich VES Awards für die besten visuellen Effekte in Spielfilmen, Serien und zahlreichen weiteren Kategorien.

## Zweck
Visuelle Effekte werden eingesetzt, um Filmmaterial aufzubessern oder um bestimmte Effekte zu erzielen, die mit einer unbearbeiteten Filmaufnahme nicht oder nur sehr umständlich zu erreichen wären. VFX im Film müssen real wirken, um dem Zuschauer die Illusion der Handlung glaubhaft zu machen.
Am Computer erstellte Visuelle Effekte werden unterschieden in Visible VFX (deutsch sichtbare VFX) und Invisible VFX (deutsch unsichtbare VFX). Invisible VFX sind Effekte, die man im fertiggestellten Film nicht mehr wahrnimmt. So zum Beispiel das Frame-by-Frame-Übermalen eines beim Dreh übersehenen Kabels oder eines Schildes oder das Ersetzen von Greenscreens. Als Visible VFX gelten Effekte, die auffällig sind, so zum Beispiel sich transformierende Roboter im Film Transformers. Seit 1964 wird für Visible VFX der zuvor für Spezialeffekte vergebene Oscar in der Kategorie Beste visuelle Effekte vergeben.
Vor allem Invisible VFX werden häufig zur Kostenersparnis eingesetzt. Visuelle Effekte können zwar beträchtliche Summen kosten, was sich aber meist rentiert, da das Bauen eines Filmsets zum Beispiel einer kompletten mittelalterlichen Stadt noch teurer werden würde. Die gleiche Stadt kann für einen Bruchteil der Kosten digital mit Hilfe von VFX am Computer „gebaut“ werden. Es werden oft mehrere Ebenen kombiniert wie zum Beispiel die Darsteller in einem teilweise gebauten Set und digital ergänzten Teilen. Vor allem in Historienfilmen, Science-Fiction-Filmen, Katastrophenfilmen und Fantasyfilmen werden VFX eingesetzt.
Zu VFX können folgende Bereiche gezählt werden:
- Computer Generated Imagery (CGI) (computergenerierte Bilder)
- Modelle/Miniaturen
- Keying/Rotoscopy
- Filmtitel und Titel-Animationen
- Compositing (Zusammensetzung der Visuellen Effekte)

## Technik
Bevor Computer für visuelle Effekte genutzt wurden, erzeugte man sie meistens durch optische Prozesse, z. B. Rückprojektion, Doppelbelichtung oder das Durchbelichten von mehreren aufeinandergelegten Film- und Maskenlayern.
Heute ist an VFX oft 3D-Grafiksoftware beteiligt, deren Handhabung große Erfahrung benötigt. Bekannte 3D-Grafikprogramme sind z. B. Autodesk Maya, 3ds Max, Autodesk Softimage, Lightwave 3D, Cinema 4D, Sidefx Houdini, Realsoft 3D, ZBrush und das kostenfreie Blender.
Die Arbeiten teilen sich oft in mehrere Arbeitsschritte auf:

### Vorproduktion(Preproduction)
Die Vorproduktion dient dazu, die visuellen Effekte, die in der Postproduktion des Films erstellt werden, genau vorzuplanen. Dabei werden Kameraeinstellungen, die Filmsets und Beleuchtung, sowie der Look des Films entwickelt. Für die Erstellung der visuellen Effekte geht es darum, am Filmset bestmögliche Voraussetzungen für die Postproduktion zu schaffen.
Dies kann in unterschiedlichen Formen geschehen, üblich sind die Erstellung von Concept Designs, Storyboards oder die Erstellung einer previz (auch previs, engl. für Prävisualisierung). Eine Previz ist die grobe visuelle Umsetzung des Storyboards in einen Filmclip; oft werden dazu einfache 3D-Animationen verwendet. Sie dient als Diskussionsgrundlage und als Basis für kollaborative Entwicklung von Bildern und Ideen. In späteren Phasen der Produktion dient sie als Referenz. Die Bedeutung der Prävisualisierung in der Filmproduktion hat stark zugenommen, es gibt darauf spezialisierte Firmen, wie The Third Floor und in großen Filmproduktionen die Position eines Previs Supervisors.
Während der Auflösung des Drehbuchs werden die Kameraeinstellungen und visuellen Effekte (VFX-Breakdown) genau geplant. Insbesondere bei komplexen Shots, die aus vielen Ebenen bestehen, ist eine genaue Planung der später einzufügenden Elemente notwendig.

### Produktion
Während des Filmdrehs werden die geplanten VFX-Einstellungen sowie alle zusätzlichen Elemente wie Greenscreen-Aufnahmen gedreht. Wichtiges Ziel ist es, alle Aufnahmen anzufertigen, die in der späteren Nachbearbeitung wichtig werden können. Dazu gehören u. a. 360°-Panoramen, HDR-Bilder, Lidar-Aufnahmen oder Referenz- und Texturfotos. Die Überwachung der Aufnahmen erfolgt dabei durch den VFX Supervisor oder einen dedizierten VFX Set Supervisor.

### Postproduktion
Der meiste Anteil an der Erstellung visueller Effekte findet in der Postproduktion, d. h. nach dem Dreh, statt. Mögliche Teilbereiche der VFX-Postproduktion sind:

#### Matchmoving
Ein Matchmove oder 3D-Kameratrack ist notwendig, wenn gerenderte 3D-Elemente in einen Shot mit bewegter Kamera integriert werden sollen. Dazu wird eine virtuelle Kamera erzeugt, die mit der realen Kamera übereinstimmt.

#### Modellierung
Modellieren ist das computergestützte Erstellen geometrischer Objekte. Im Bereich der visuellen Effekte wird dabei auf polygonale Modellierung zurückgegriffen. Je nach gewolltem Ergebnis kann das entstandene 3D-Modell anschließend geriggt oder animiert werden oder es kann als Basis einer Simulation dienen. Zuletzt wird es gerendert.

#### Rigging
Das Rigging ist eine Methode, die häufig bei digitalen Charakteren eingesetzt wird. Es beschreibt das Erstellen von Bedienelementen, die als Vorbereitung und zur Vereinfachung der Animation dienen. Ein Rig ist in der Regel ein digitales Skelett, das über Skinning an ein Mesh gebunden ist.

#### Animation
Im Rahmen der Animation werden 3D-Elemente zeitlich verändert. Bei digitalen Charakteren kommt in der Regel ein Animationsrig zum Einsatz. Zur Animation werden Keyframes verwendet.

#### Simulation
Die Simulation im Bereich visueller Effekte beschäftigt sich in erster Linie mit dem realistischen Aussehen von physikalischen Ereignissen. Wichtige Teilbereiche sind Rigid-Body Dynamics, Flüssigkeitssimulation, Simulation von Partikeln oder Gasen.

#### Shading
Shading ist die Beschreibung von Oberflächeneigenschaften von Objekten und damit Voraussetzung für das Rendering.

#### Texturierung
Texturierung ist das Belegen von 3D-Objekten mit Texturmaps. Diese werden zur farblichen Gestaltung verwendet, zur Simulation von Oberflächeneigenschaften (z. B. Bumpmapping) oder zur Veränderung der Oberfläche (Displacement Mapping).

#### Beleuchtung(Lighting)
Die Beleuchtung beschreibt das Setzen und Gestalten digitaler Lichtquellen in einer Szene. Beim Rendern dieser Szene werden Beleuchtungsmodelle angewandt um das Verhalten des Lichts zu simulieren.

#### Rendering
Das Rendering ist die Rasterung der 3D-Objekte in ein zweidimensionales Pixelbild. Da es sich oft um zeitaufwändige Prozesse handelt, werden häufig Renderfarmen zum Berechnen eingesetzt.

#### Matte Painting
Matte Painting beschreibt das Erstellen von Hintergründen, die im Compositing eingesetzt werden. Matte Paintings können zweidimensional sein oder über Projektion realisierte 2½D Setups sein.

#### Compositing
Im Compositing werden alle Elemente der vorherigen Schritte gesammelt und zusammengefügt. Die gerenderten 3D-Elemente und Mattepaintings werden in das Originalfootage möglichst photorealistisch integriert. Dieses wird gegebenenfalls freigestellt (z. B. durch Keying oder Rotoskopie).